# دنیل دیوید پالمر
دنیل دیوید پالمر یا دی دی پالمر (به انگلیسی: Daniel David Palmer) (‏۷ مارس ۱۸۴۶ – ۲۰ اکتبر ۱۹۱۳) مبدع علم کایروپرکتیک بود.
پالمر متولد کشور کانادا، شهر پیکرینگ نزدیک شهر تورنتو در استان انتاریو است. در ۲۰ سالگی به همراه خانواده‌اش به کشور آمریکا رفتند و در آمریکا مشغول به کارهای متفاوتی مانند معلم مدرسه، خواربار فروشی و… شد.
در آن زمان علاقهٔ شدیدی به فلسفهٔ بهداشت مانند انرژی درمانی، آستیوپاتی و احضار روح داشت. در سال ۱۸۸۰ در ایالت آیوا در شهر دونپورت شروع به کار انرژی درمانی کرد.
پالمر مقالات پزشکی زمان خود را دنبال می‌کرد و می‌خواند و اطلاعات خودش را در حیطه آناتومی و فیزیولوژی گسترش می‌داد. در حین انرژی درمانی به خدمتکاری ناشنوایی برخورد می‌کند که در پشت او یک برآمدگی واضح و قابل لمسی وجود داشت که فرضیه‌ای را در ذهن پالمر ایجاد می‌کند که آن برآمدگی با ناشنوا بودن خدمتکار مرتبط است. بعد از مداوا شدن ناشنوا توسط پالمر این فرضیه پالمر باعث شروع تاریخ کایروپرکتیک شد. تئوری او بر این اساس بود که جریان‌های عصبی باعث تمامی بیماری‌ها است و تنظیم نبودن آرایش ستون فقرات بر روی این جریان تأثیر می‌گذارد؛ و او معتقد بود که تنظیم آرایش ستون فقرات باعث برگشتن سلامتی افراد می‌شود.
پالمر مدرسه‌ای را در سال ۱۸۹۷ بنا کرد به نام مدرسه کایروپرکتیک پالمر که بر اساس کارهای او در زمینهٔ آرایش ستون فقرات و جریان‌های عصبی بود که تا سال ۱۹۰۲، ۱۵ نفر از مدرسه فارغ‌التحصیل شدند.
در سال ۱۹۰۶، به دلیل کار در حیطه پزشکی بدون داشتن پروانه پزشکی مورد پیگرد قانونی قرار می‌گیرد.
به انتخاب خود در عوض پرداختن پول به زندان می‌رود، و پس از گذراندن ۱۷ روز در زندان تصمیم گرفته شد که جریمه نقدی پرداخت کند. بعد از گذشت زمان کوتاهی پالمر مدرسه کایروپرکتیک را به پسرش بی جی پالمر فروخت تا بتواند جریمه نقدی اش را پرداخت کند. پالمر بعد از فروش مدرسه به پسرش به سمت کالیفرنیا و ارگان رفت، و شعبه‌های دیگر مدرسه را در آن ایلات هم ساخت.

## اساس نظریه پالمر
کوشش پالمر برای پیداکردن یک عامل برای هر بیماری او را تا اینجا رساند که می‌گفت:

 عامل ۹۵ درصد از بیماری‌ها به دلیل تنظیم نبودن ستون فقرات است و ۵ درصد بقیه به دلیل مفاصل نا منظم بقیه بدن است.